# أوتوائية بنتلينية
أوتوائية بنتلينية (الاسم العلمي: Ottowia pentelensis) هي نوع من البكتيريا، سلبية الغرام، تتبع الأوتوائيات.